# 184064 Miner
184064 Miner è un asteroide della fascia principale. Scoperto nel 2004, presenta un'orbita caratterizzata da un semiasse maggiore pari a 2,5763650 UA e da un'eccentricità di 0,1758608, inclinata di 1,88324° rispetto all'eclittica.